# Mezinárodní letiště Los Angeles
Mezinárodní letiště Los Angeles (IATA: LAX, ICAO: KLAX, FAA LID: LAX), anglicky Los Angeles International Airport, je hlavní mezinárodní letiště obsluhující Los Angeles v Kalifornii. Často bývá nazýváno pouze svým letištním kódem LAX. LAX se nachází v jihozápadní části Los Angeles, 26 km od centra města.
S 84,6 miliony pasažérů v roce 2017 bylo pátým nejvytíženějším letištěm na světě. Z letiště létají přímé lety do Severní Ameriky, Latinské Ameriky, Evropy, Asie, Oceánie a na Blízký východ.

## Terminály

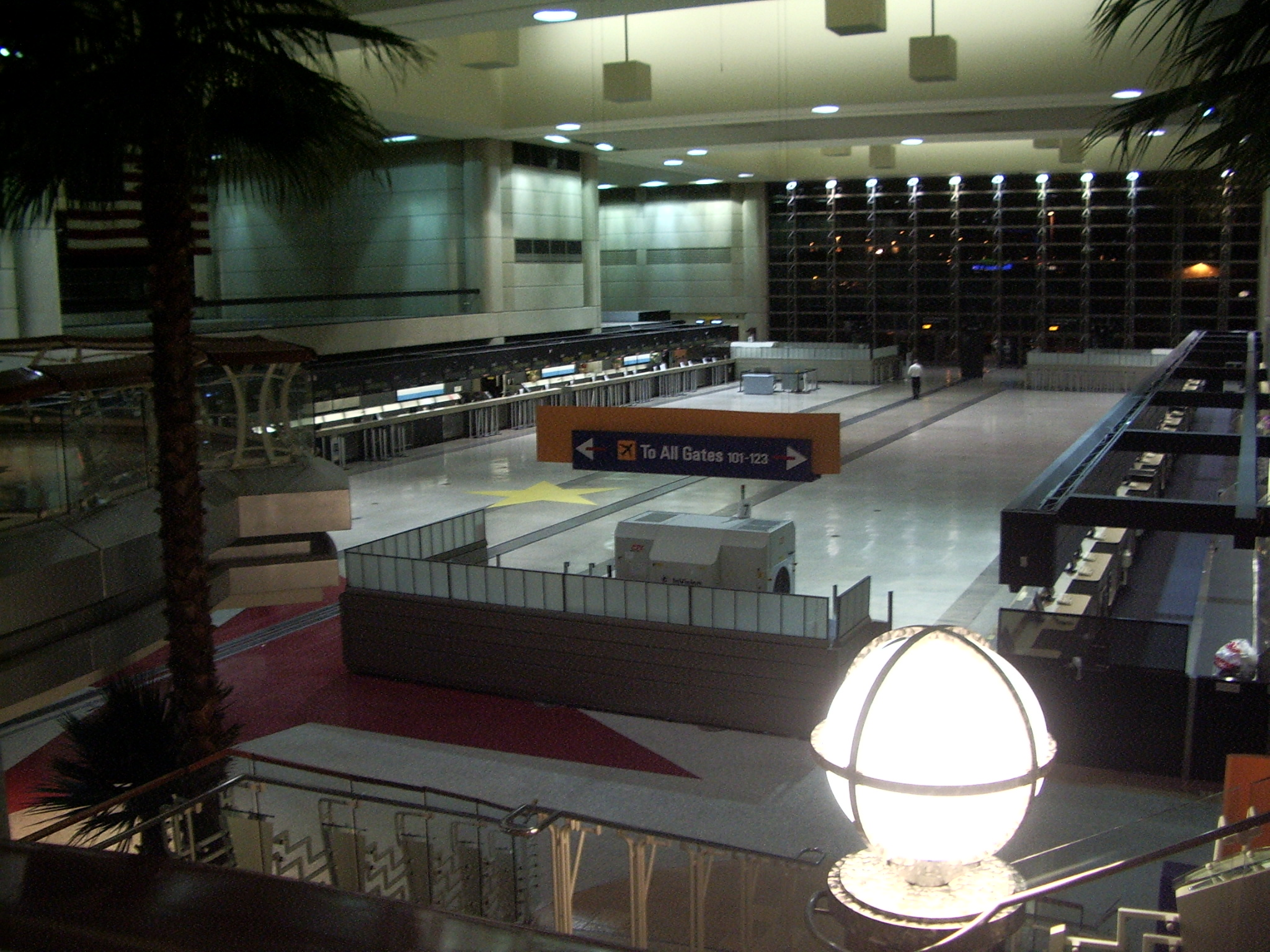
Tom Bradley International Terminal časně ráno

Losangeleské letiště má 9 terminálů. Největší z nich je Tom Bradley International Terminal (Terminal B), který využívá 44 leteckých dopravců z celého světa. 
| - Southwest Airlines - Aer Lingus - Aeromexico - Virgin Atlantic - West Jet - Delta Airlines - Virgin Australia - American Airlines - Allegiant Air - American Eagle - Frontier Airlines - Hawaiian Airlines - JetBlue - Spirit Airlines - Sun Country - Air Canada - Alaska Airlines - Boutique Airlines - Horizon Air - Mokulele Airlines - Thomas Cook Airlines - Viva Aerobus - XL Airways France - United Airlines - United Express | - Aeroflot - Air China - Air France - Air New Zealand - Air Tahiti Nui - Alitalia - All Nippon Airways - Asiana Airlines - Austrian Airlines - Avianca Airlines - British Airways - Cathay Pacific Airlines - China Airlines - China Eastern - China Southern Airlines - Copa Airlines - El Al Israel Airlines - Emirates - Etihad Airways - EVA Air - Fiji Airways - Finnair - Hainan Airlines - Iberia Airlines - InterJet - Japan Airlines - KLM Royal Dutch Airlines - Korean Airlines - LATAM - Level Airlines - LOT Polish Airlines - Lufthansa - Norwegian Air Shuttle - Philippine Airlines - Qantas - Qatar Airways - Saudia Airlines - Scandinavian Airlines - Sichuan Airlines - Singapore Airlines - Swiss International Air Lines Ltd - Turkish Airlines - Volaris - Xiamen Airlines |

## Statistiky
| Rok  | Počet cestujících | Změna      |
| ---- | ----------------- | ---------- |
| 2019 | 88 068 013        | ▲ +0,61 %  |
| 2018 | 87 533 177        | ▲ +3,51 %  |
| 2017 | 84 558 776        | ▲ +4,49 %  |
| 2016 | 80 921 651        | ▲ +7,96 %  |
| 2015 | 74 956 305        | ▲ +6,07 %  |
| 2014 | 70 663 519        | ▲ +6 %     |
| 2013 | 66 665 726        | ▲ +4,68 %  |
| 2012 | 63 688 121        | ▲ +2,95 %  |
| 2011 | 61 862 052        | ▲ +4,73 %  |
| 2010 | 59 070 127        | ▲ +4,51 %  |
| 2009 | 56 520 843        | ▼ - 5,52 % |
| 2008 | 59 820 750        |            |

## Nehody a incidenty
10. února 2023 – Prázdný A320 American Airlines tažený po letištní ploše se střetl s letištním autobusem. Při nehodě se zranilo pět lidí.